# Strover Peak
Strover Peak är en bergstopp i Antarktis. Den ligger i Östantarktis. Australien gör anspråk på området.
Terrängen runt Strover Peak är platt västerut, men åt sydost är den kuperad. Havet är nära Strover Peak åt nordost. Trakten är glest befolkad. Närmaste befolkade plats är Druzhnaya 4 Station, 5,4 kilometer väster om Strover Peak.